# Põltsamaa (Stadt)
Põltsamaa (deutsch Oberpahlen) ist eine Stadt im estnischen Kreis Jõgeva mit 4666 Einwohnern (Stand:1. Januar 2010). Põltsamaa gilt als Weinhauptstadt Estlands. Das Schloss Põltsamaa ist das einzige Königsschloss Estlands.

## Geografie und Verkehr

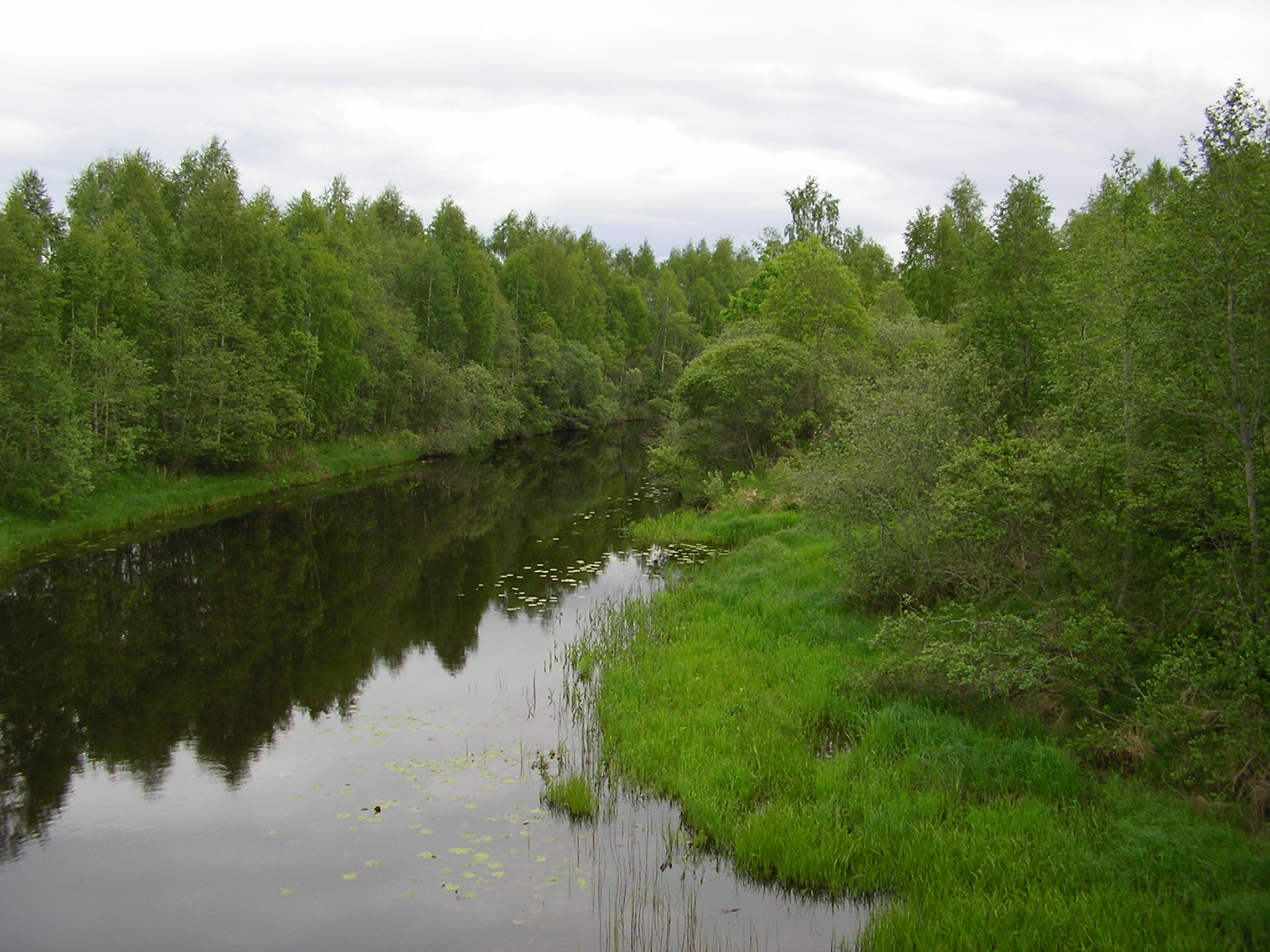
Der Fluss Põltsamaa

Die Stadt Põltsamaa liegt am gleichnamigen Fluss. Sie ist von der ebenfalls gleichnamigen Landgemeinde Põltsamaa umgeben.
Die Stadt liegt an der Hauptstraße Tallinn-Tartu (Tallinn-Tartu maantee), der Hauptverkehrsstraße Estlands.

## Geschichte
Am 30. Juni 1926 wurden Põltsamaa die Stadtrechte verliehen. Während des Zweiten Weltkriegs wurden 75 % der Stadt zerstört. Põltsamaa war von 1950 bis 1965 Hauptstadt des gleichnamigen Bezirks.

## Schloss Oberpahlen
Erstmals erwähnt wurde die Kirche Moche (estnisch Mõhu) in einem Brief vom Papst im Jahre 1234. 1272 begann Otto von Rodenstein am Fluss Põltsamaa eine Befestigung für den Deutschen Orden zu bauen, die im Laufe des 14. Jahrhunderts zu einer Burg ausgebaut wurde. Ihre Kirche wurde Moche.
Während des Livländischen Krieges 1570 wurde Herzog Magnus, Bischof von Ösel und Wiek (heute Saaremaa und Läänemaa), livländischer König. Er sollte im Auftrag des russischen Zaren Ivan des Schrecklichen das zu der Zeit schwedische Reval (heute Tallinn) erobern und bezog die Burg Oberpahlen. Die Eroberung Revals misslang aber. Magnus war der einzige König, der je von Estland aus regierte.
1750 ging die Burg in den Besitz von Woldemar Johann von Lauw über, der sie in ein Rokoko-Schloss mit großer umgebender Parkanlage umbauen ließ.
Am 14. Juni 1941 brannte das Schloss ab. Der Kirchenvorsteher Herbert Kuurme bekam von der sowjetischen Besatzungsmacht aber eine Erlaubnis, die Kirche Moche wieder aufzubauen. Ihre Ausstattung kam aus der Kirche der Universität Tartu.

## Städtepartnerschaften
Põltsamaa hat Partnerschaften mit folgenden Städten geschlossen:
- Kokemäki (Finnland)
- Mänttä-Vilppula (Finnland)
- Skrunda (Lettland)
- Sollefteå (Schweden)

## Söhne und Töchter der Stadt
- Johann August Meyerfeldt (1664–1749), schwedischer General, Reichsrat und Generalgouverneur von Schwedisch-Pommern
- Karl Reinhold von Lilienfeld (1790–1875), schwedisch-baltischer Adliger, Landmarschall in Livland
- Georg Reinhold von Lilienfeld (1828–1881), baltischer Landespolitiker
- Wilhelm Hoerschelmann (1849–1895), deutschbaltischer Klassischer Philologe
- Johannes Beermann (1878–1958), estnisch-deutscher evangelischer Theologe und Bischof
- Toomas Frey (1937–2020), Ökologe, Geobotaniker und Forstwissenschaftler
- Ain Saarmann (* 1939), Unternehmer und Politiker
- Jaan Leetsaar (* 1946), Wirtschaftswissenschaftler und Politiker
- Heiki Sibul (* 1963), politischer Beamter
- Peeter Allik (1966–2019), surrealistischer Grafiker und Künstler
- Janek Tombak (* 1976), Radrennfahrer
- Aivar Anniste (* 1980), Fußballspieler
- Riin Emajõe (* 1993), Fußballspielerin